# Pławnica

Schloss Plomnitz Anfang des 18. Jh.

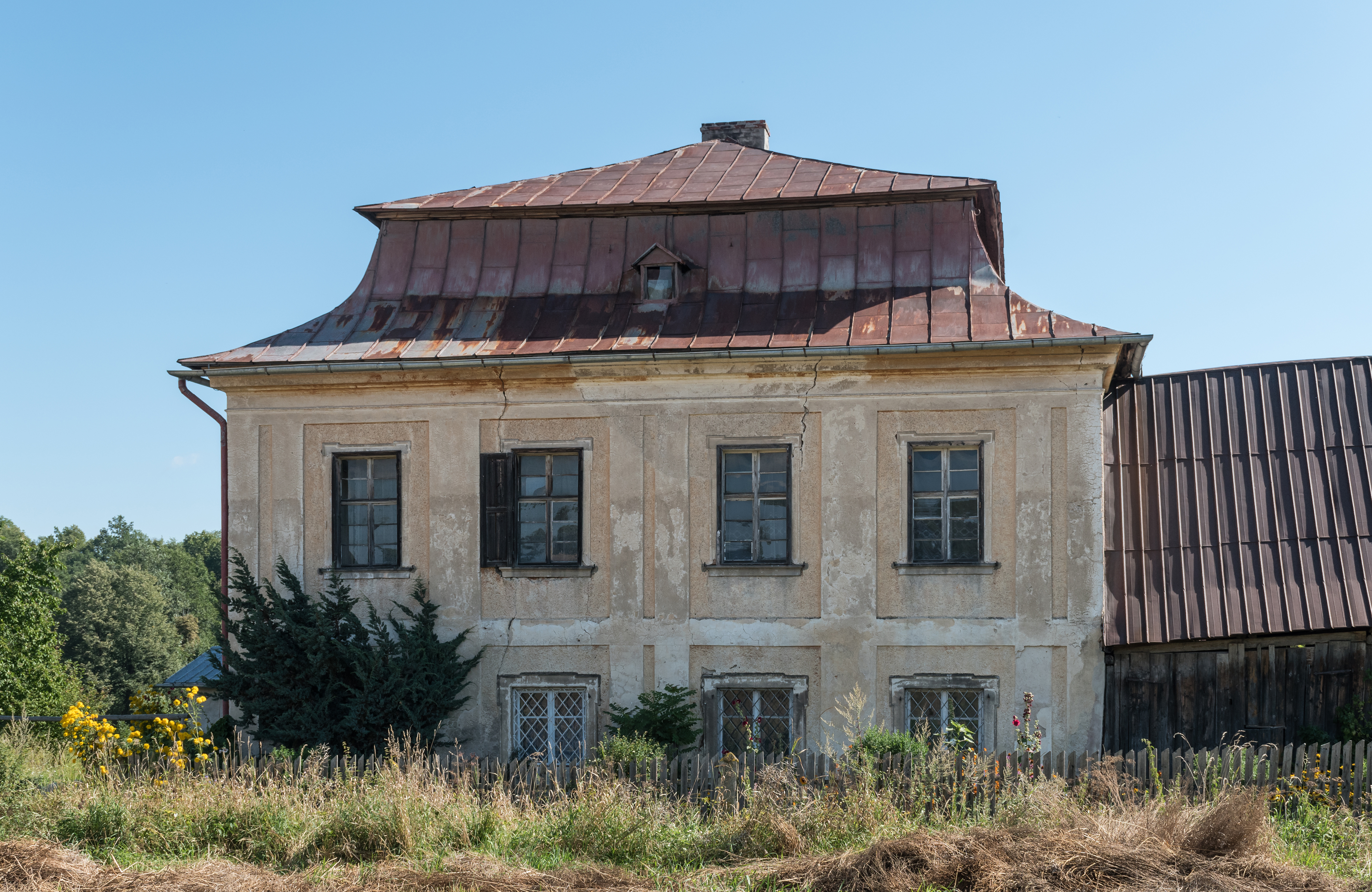
Kavalierhaus

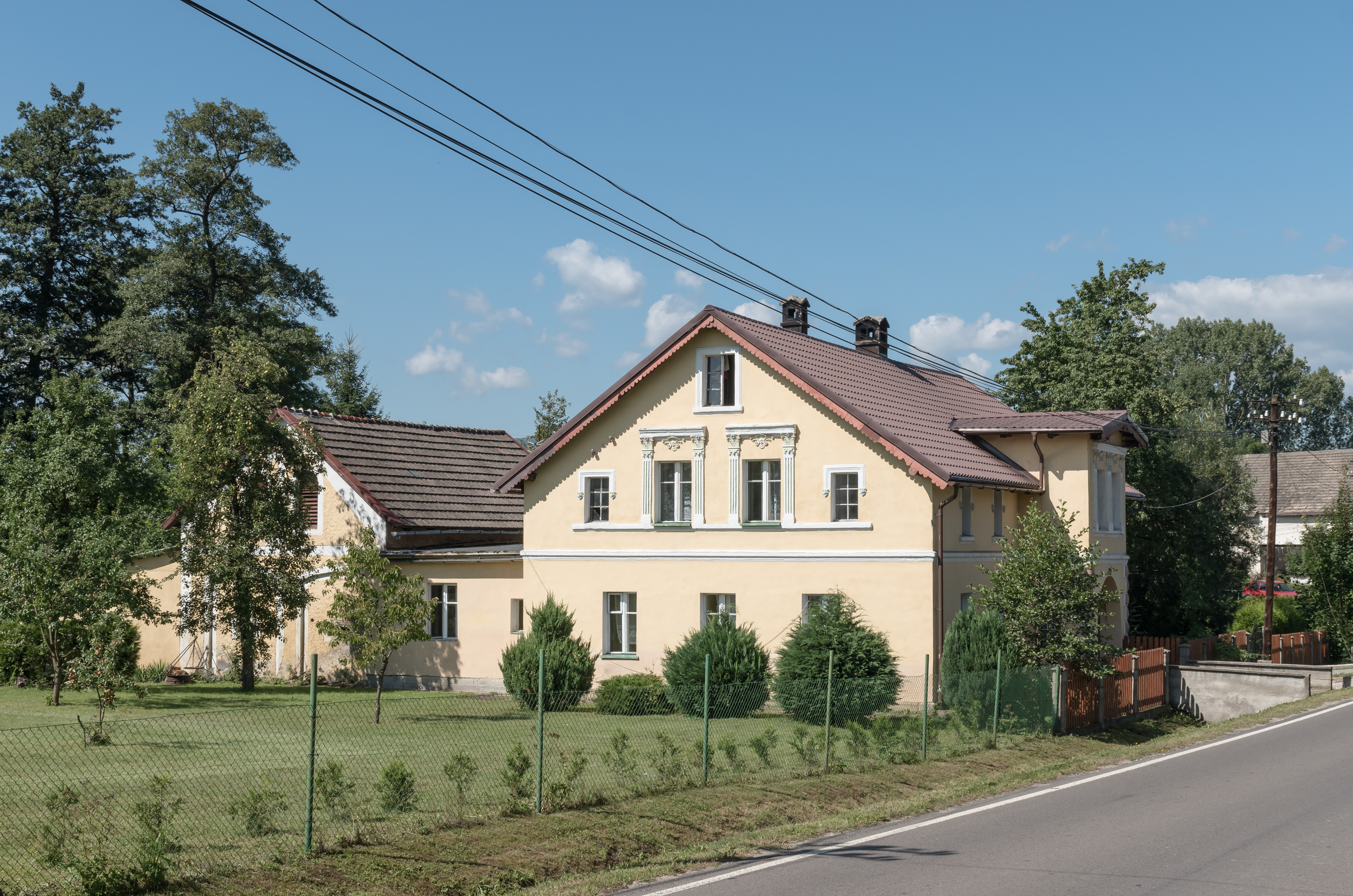
Haus an der Dorfstraße

Pławnica [pwavˈɲit͡sa] (deutsch: Plomnitz) ist ein Ort in der Stadt- und Landgemeinde Bystrzyca Kłodzka im Powiat Kłodzki der Woiwodschaft Niederschlesien in Polen. Es liegt vier Kilometer südöstlich Bystrzyca Kłodzka (Habelschwerdt).

## Geographie
Pławnica liegt im Süden des Glatzer Kessels an der Woiwodschaftsstraße 392, die von Bystrzyca Kłodzka nach Stronie Śląskie (Seitendorf) verläuft. Nachbarorte sind Stary Waliszów (Alt Waltersdorf) im Norden, Nowy Waliszów (Neu Waltersdorf), Kamienna (Steingrund) und Idzików (Kieslingswalde) im Nordosten, Marianówka (Mariendorf) im Südosten, Wilkanów (Wölfelsdorf) im Süden und Niedźwiedna (Weißbrod) im Westen.

## Geschichte
Plomnitz wurde erstmals 1350 als Plobnicz erwähnt. Weitere Bezeichnungen waren Plabnicz (1353), Plownicz (1399) und ab 1404 Plomnitz. Es gehörte zum Glatzer Land, mit dem es die Geschichte seiner politischen und kirchlichen Zugehörigkeit von Anfang an teilte. Es war zur Pfarrkirche Mariä Himmelfahrt in Kieslingswalde gewidmet. Das Patronatsrecht über diese Kirche oblag 1560 dem Bernard von Zischwitz auf Plomnitz.
Im Dreißigjährigen Krieg plünderten 1622 polnische Truppen, die auf Seiten der Kaiserlichen kämpften, Plomnitz und Umgebung. Dabei wurden in Plomnitz 17 Personen getötet. Nachdem Bernard von Zischwitz wegen seiner Beteiligung am Böhmischen Ständeaufstand von 1618 seine Besitzungen verloren hatte, gelangte Plomnitz an Hyazinth Ebner von Kri(e)glachstein, der 1659 Susanna, Tochter des Georg Siegmund von Deichsel aus dem Kieslingswalder Niederhof heiratete, die einen Sohn und eine Tochter gebar. Nach dem Tod Krieglachsteins 1669 gelangte Plomnitz an den kaiserlichen Generalfeldmarschall Georg Olivier von Wallis d. Ä., Erbherr auf Kunzendorf. Dieser starb 1689 in Mainz und hinterließ die minderjährigen Söhne Georg Olivier (1673–1744) und Franz Paul (* 1677). Bis zu deren Volljährigkeit verwaltete die Witwe Magdalena von Wallis (1657–1712), geborene Gräfin von Attems, die hinterlassenen Güter. Nach ihrem Tod erbte Plomnitz der jüngere Sohn Franz Paul von Wallis. Dieser erwarb 1720 von Franz Karl von Güsner das Kieslingswalder Freirichtergut, von Johann Heinrich von Sandersleben den Mittelhof und von dessen Bruder Siegmund den Niederhof, so dass ganz Kieslingswalde in seinem Besitz war. Diese Anteile verband er mit seiner Herrschaft Plomnitz. 1723 ließ er eine Kapelle für die Pfarrkirche errichten. 1728 erwarb er von Johann Franz Ferdinand Peterhansel von Retzburg das Gut Kaiserswalde, das bis 1794 mit der Herrschaft Plomnitz verbunden blieb.
Franz Paul von Wallis war kaiserlicher Hofkriegsrat, Generalfeldzeugmeister und kommandierender General in Siebenbürgen. Er war mit Cäcilia von Liechtenstein verheiratet und starb um 1737 ohne leibliche Nachkommen. Erbe von dessen Grafschafter Gütern Plomnitz, Kieslingswalde, Glasegrund, Weißbrod, Altwaltersdorf, Kaiserswalde sowie Friedrichswalde im altböhmischen Königgrätzer Kreis wurde sein Bruder Georg Olivier von Wallis, dem unter anderem bereits die Herrschaften Wallisfurth, Seitenberg und Kunzendorf gehörten. Er inkorporierte der Herrschaft Plomnitz das Dorf Martinsberg, das er 1732 von Kardinal Michael Friedrich von Althann zusammen mit der Herrschaft Seitenberg erworben hatte.
Nach Georg Oliviers Tod 1744 fielen dessen Besitzungen an seinen einzigen Sohn Stephan Olivier von Wallis. Dieser verkaufte 1783 seine Glatzer Besitzungen dem Friedrich Wilhelm Graf von Schlabrendorf auf Hassitz und Stolz. Dieser veräußerte von den erworbenen Gütern 1789 die Herrschaften Plomnitz und Seitenberg dem königlichen Justizrat Franz Bernhard von Mutius auf Altwasser und Gellenau, jedoch ohne die Dörfer Winkeldorf, Wolmsdorf, Weißwasser und Martinsberg, die Graf Schlabrendorf mit seiner Herrschaft Kunzendorf verbunden hatte.
Nach dem Ersten Schlesischen Krieg fiel Plomnitz zusammen mit der Grafschaft Glatz an Preußen. Im Zweiten Schlesischen Krieg wurde am 13. Februar 1745 bei Plomnitz ein Gefecht zwischen dem preußischen Garderegiment unter General Lehwald und den Kaiserlichen unter General Franz Wenzel Wallis (1696–1774) ausgetragen, der sein Hauptquartier in Habelschwerdt hatte. Nach dem Hubertusburger Frieden 1763 fiel Plomnitz zusammen mit der Grafschaft Glatz endgültig an Preußen. 1792 verkaufte Bernhard von Mutius Plomnitz, Weißbrod und Kaiserswalde dem Friedrich von Sack und das ganze Dorf Kieslingswalde sowie Glasegrund an dessen Bruder Ernst von Sack. 1794 verkaufte Friedrich von Sack, Erbherr auf Plomnitz, das Gut Kaiserswalde dem Franz Hoffmann, Generalpächter des Majorats Grafenort.
Nach der Neugliederung Preußens gehörte Plomnitz ab 1815 zur Provinz Schlesien und war zunächst dem Landkreis Glatz und ab 1818 dem neu geschaffenen Landkreis Habelschwerdt eingegliedert, mit dem es bis 1945 verbunden blieb. Seit 1874 gehörte die Landgemeinde Plomnitz zum Amtsbezirk Kieslingswalde. 1939 wurden 861 Einwohner gezählt.
Als Folge des Zweiten Weltkriegs fiel Plomnitz 1945 mit dem größten Teil Schlesiens an Polen und wurde in Pławnica umbenannt. Die deutsche Bevölkerung wurde vertrieben. Die neu angesiedelten Bewohner waren teilweise Zwangsumgesiedelte aus Ostpolen, das an die Sowjetunion gefallen war. 1975–1998 gehörte Pławnica zur Woiwodschaft Wałbrzych (Waldenburg).

## Sehenswürdigkeiten
- Das von den Grafen Wallis errichtete Schloss brannte 1775 ab und wurde anschließend wieder neu errichtet. 1838 musste es abgebrochen werden. Erhalten ist lediglich das Kavalierhaus mit Mansardenzeltdach.
- Wegkreuze und andere Bildstöcke